# Высоцкий, Вульф Янкелевич
Вульф Янкелевич (Калман-Вольф, Калонимус Вольф) Высоцкий (8 июля 1824, Старые Жагоры, Шавельский уезд, Ковенская губерния — 24 мая 1904, Москва) — купец 1-й гильдии, основатель одной из ведущих чаеторговых фирм в России «В. Высоцкий и Ко», еврейский филантроп и активист палестинофильского движения «Ховевей Цион» в Российской империи.

## Биография
Родился в бедной еврейской семье Якова Высоцкого в местечке Старые Жагоры Ковенской губернии (сегодня Литва). Получил традиционное религиозное образование и первоначально занимался торговлей зерном. Четыре года учился в Воложинской иешиве, с 1854 года учился у раввина Израиля Салантера, основателя движения «Мусар». Поселившись в Москве в 1858 году, он основал знаменитую чайную фирму «В. Высоцкий и Ко». Сделал большое состояние в этом бизнесе и был назван «королём чая в России». В 1903 году Высоцкий контролировал 35 % рынка чая в Российской империи. Имел звание «Поставщик Двора Его Императорского Величества».
В 1870 году был избран в правление Московского еврейского общества. В 1873 году чаеторговца избирают действительным членом Общества для распространения просвещения между евреями. С середины 1880-х годах исполнял должность присяжного попечителя Московского Коммерческого суда.
Оказывал широкую поддержку еврейским организациям, писателям и еврейским интеллектуалам. Был дружен с писателем Ахад-ха-Амом (в 1907—1921 годах Ахад-ха-Ам возглавлял отделение чайной фирмы в Лондоне).
Основал и поддерживал журнал «ха-Шилоах», где Ахад-ха-Ам был редактором. Много жертвовал на еврейскую колонизацию Палестины.
Делал крупные пожертвования Обществу для распространения просвещения между евреями в России, состоял почётным членом Одесского комитета Общества вспомоществования евреям — земледельцам и ремесленникам в Сирии и Палестине. В 1884 году участвовал в конференции движения Ховевей Цион в Катовице и был избран в совет. Пожертвовал 60 тысяч рублей на строительство реального училища в Белостоке.
В 1885 году, как представитель движения Ховевей Цион, он посетил Эрец-Исраэль и, обследовав положение еврейских поселений, составил обзор, который сыграл важную роль в практической деятельности этого движения.
В завещании передал всю свою долю в фирме «В. Высоцкий и Ко» в размере миллион рублей на благотворительность, часть из этих средств (100 000 рублей), по решению опекунов (Ахад-ха-Ам, рав Мазе и Шмелькин), в 1908 году была внесена на основание Технионa в Хайфе. Похоронен на Дорогомиловском еврейском кладбище (кладбище было снесено в 1940-х, могила не сохранилась).

## Семья
Жена — Кейла Цвия (в девичестве Абрамзон), дети:
- Хана Либа, замужем за Йосифом Цейтлиным.
- Либа Мирьям, замужем за Осипом Гавронским; их дочь Амалия, жена Ильи Фондаминского, сыновья — Дмитрий и Борис.
- Рахель Фрейда, замужем за Рафаилом Гоцем; их сыновья — Михаил и Абрам.
- Давид, женат на Анне Борисовне Готц.